# Hobart International Airport
Hobart International Airport (IATA: HBA, ICAO: YMHB) är en internationell flygplats i Cambridge utanför Hobart i Tasmanien i Australien. Den invigdes 1956. Reguljär flygtrafik förekommer inte längre, tidigare fanns dock en linje till Christchurch i Nya Zeeland, vilken lades ner år 1996.